# Berkoh
Berkoh is een bestuurslaag in het regentschap Banyumas van de provincie Midden-Java, Indonesië. Berkoh telt 9721 inwoners (volkstelling 2010).